# Pei Tianyi
Pei Tianyi (chinesisch 裴天轶, Pinyin Péi Tiānyì; * 17. August 1994) ist ein chinesischer Badmintonspieler. 

## Karriere
Pei Tianyi nahm 2012 an den Badminton-Juniorenweltmeisterschaften teil, wo er Bronze im Herrendoppel gewann. Bei den Erwachsenen startete er 2010 bei der China Open Super Series, 2012 in der chinesischen Superliga. 2013 stand er im Viertelfinale der Canadian Open und im Achtelfinale der US Open.